# Masia de Can Boada del Pi
Can Boada del Pi és una masia del municipi de Terrassa (Vallès Occidental), situada al límit del nucli urbà, al barri homònim, protegida com a bé cultural d'interès local.

## Arquitectura
L'element més interessant de la masia és la façana principal, perpendicular al carener, amb portal adovellat. Just per sobre del portal hi ha una finestra amb llinda i brancals de pedra. La cornisa del capcer presenta un curiós acabament molt senzill de línia abarrocada. La finestra de damunt del portal és gòtica i està flanquejada per columnetes amb capitells esculpits i brancals motllurats.

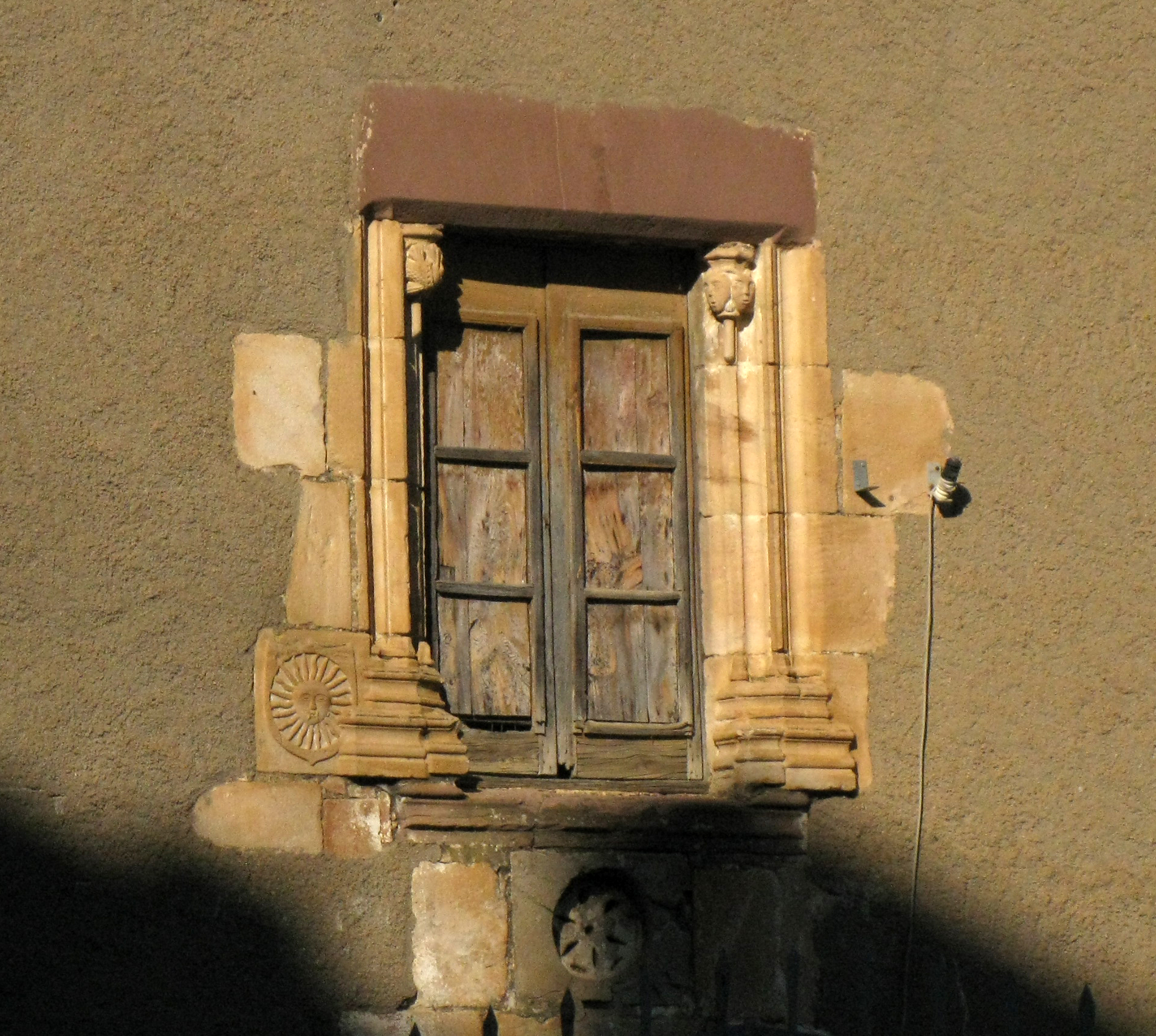
Detall de la finestra de damunt del portal

Presenta algunes construccions adossades, auxiliars, i està closa per un mur que forma un pati al davant, per on s'hi accedeix.

## Història
La masia dona nom al barri actual de Can Boada, al nord-oest de la ciutat. Precisament aquest sector de la ciutat, nascut en terrenys del mas, administrativament es divideix des del 1984 en dos subsectors, a banda i banda del transvasament de la riera del Palau, que va partir definitivament el barri; el sector sud, la part antiga, prendrà el nom de Casc Antic, mentre que el sector nord, on hi ha la masia originària i els pisos de Can Boada (1973-1977), s'anomenarà des de llavors Can Boada del Pi, igual que el mas que va donar nom inicialment al barri.
La primera menció documental del mas Boada apareix el 2 de desembre de 1237, quan Ramon de Solà i Bernat d'Argelaguet, batlles del rei a Terrassa, concedeixen a Pere de Boada i la seva família la meitat d'honor de Boada. Aquest domini reial és el mas Boada, segons un document posterior datat el 2 de juliol de 1239.
Al 1673 hi visqué Francesc Boada, pare franciscà que tingué una activitat destacada i que és autor d'importants libres d'espiritualitat.
L'any 1772 la vídua d'un posterior Francesc Boada i l'hereu, Miquel Boada Perer, van fer inventari dels béns. La denominació del mas ja és Boada del Pi. La masia té planta baixa i pis. A baix hi ha l'entrada amb la premsa, el menjador, la cuina, el rebost i el pastador amb dos forns, i darrere un celler amb dos cups de fusta i quatre botes. Al pis de dalt hi havia la sala i set habitacions. L'anomenada dels amos era on tenien la roba i l'aixovar de la casa, la plata i les joies, i una caixa amb els pergamins, escriptures en paper i els llibres de rebuts.
De bestiar tenien dos bous per llaurar, una burra, una truja, quatre porcs d'engreix, 30 gallines i el gall i 25 indiots. A més, tenien un ramat a tractes de 54 xais i dues truges amb 11 garrins a part.
A la propietat s'havien fet 56 establiments emfitèutics, la majoria dels quals eren per fer vinyes.
Miquel, fill hereu d'un altre Francesc Boada posterior, es va endeutar molt, sobretot amb la família d'industrials tèxtils dels Galí, que més endavant van construir el Vapor Galí. Varen anar arrossegant deutes i, finalment, el 1824 Can Boada ja era propietat de l'industrial terrassenc Francesc Galí i Galí. Quan aquest va morir, el mas va passar al seu germà Pau Galí i Galí, que es convertí en el primer productor de vi escumós català. Mort aquest, els seus hereus venen la propietat, i el 1865 ja pertanyia a l'industrial tèxtil Salvador Ballber Ferrer. A finals de segle va passar a la neta, Dolors Ballber Casals, casada amb el fabricant Miquel Marcet i Poal. Aquest és qui manà edificar, al costat de la masia, la casa modernista de Can Marcet (1904) i la capella del Sagrat Cor, obres totes dues de Josep Maria Coll i Bacardí, arquitecte que va construir també el Vapor Marcet Poal de la Rasa. Can Boada passà finalment a la família de Can Carbonell per herència de la filla Marcet, que s'havia casat amb l'hereu Carbonell.
L'últim ús que tenim documentat, el 1998, és el de taller, garatge i espai de magatzem de l'empresa constructora Copcisa.